# 歌川八重子
歌川 八重子（うたがわ やえこ、1903年8月22日 - 1943年9月13日）は、日本の女優。本名、深川 政江。
妹は女優の歌路英子。映画監督の深川ひさしはいとこにあたる。

## 来歴・人物

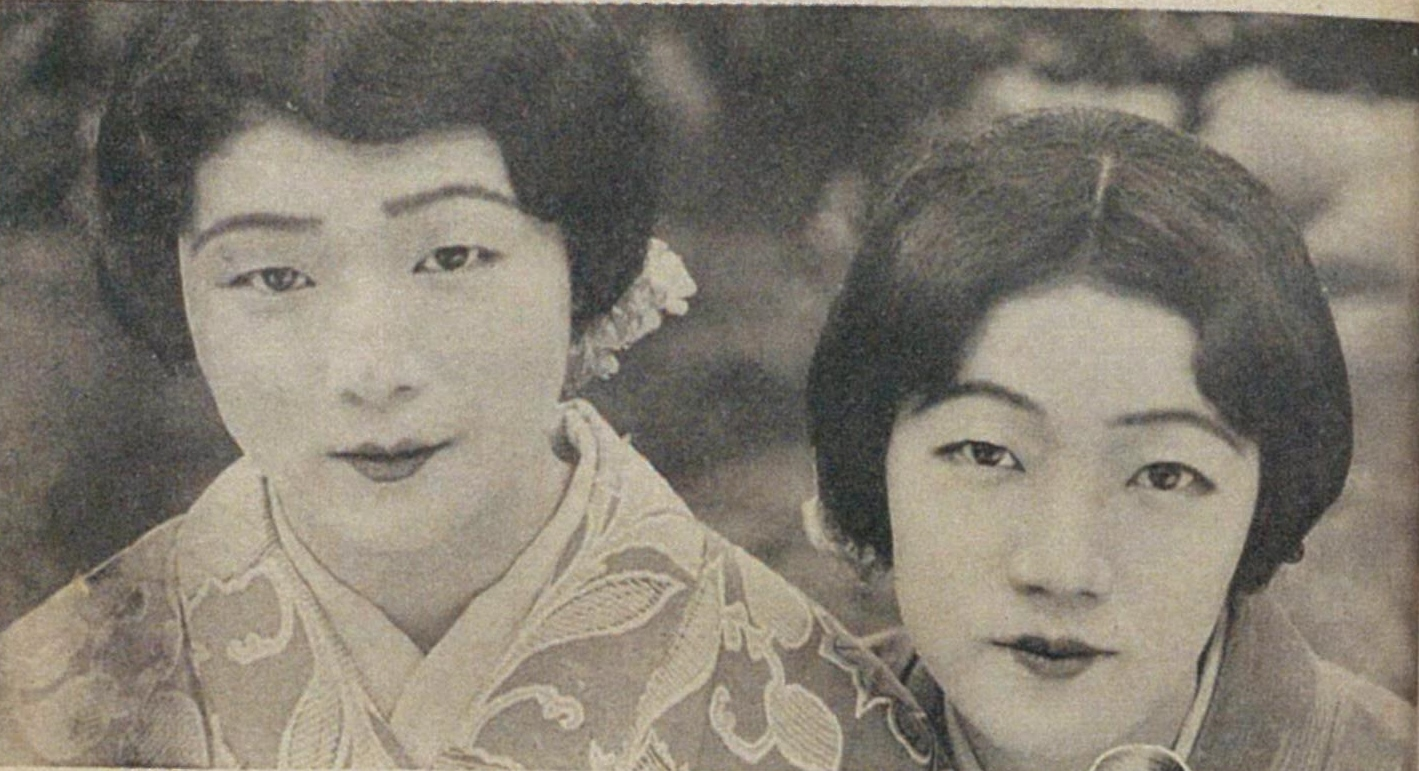
妹の歌路英子（左）と共に（1929年頃）

兵庫県神戸市兵庫町に生まれる（東京市生まれとする資料もある）。神戸市立女子商業学校を中退し（卒業とする資料もある）1918年（大正7年）神戸の聚楽館で井上浩一座のオペラを鑑賞したのがきっかけで、舞台に立つ。その後井上の劇団「紅劇団」に入って満州・シベリアの巡業に参加するが、天津で劇団が解散。天津のエンパイヤ劇場で公演をしていたロシア人舞踏家姉妹のもとで舞踏を学び、1920年（大正9年）に帰国して村田栄子の一座に参加。1921年（大正10年）に日本歌劇協会の設立に参加する。
1922年（大正11年）松竹蒲田撮影所に入社し、『野の花』（監督：賀古残夢）で映画初出演。島津保次郎の作品に出演するが、1923年（大正12年）に松本泰輔の相手役として、さらに松竹の看板女優である栗島すみ子と似ていた事情もあり、帝国キネマに移籍する。松本とのコンビで多数の映画に出演、古巣松竹での岩田祐吉・栗島すみ子に引けを取らないコンビと評された。
1925年（大正15年）、帝国キネマの内紛により松本泰輔・松本英一たちと帝国キネマを退社。アシヤ映画に参加するが、1926年（大正15年）アシヤ映画が帝国キネマと合併したのに伴い復帰する。
1931年（昭和6年）、帝国キネマが新興キネマに改組後は助演が増えていったが、「母物映画」では主演をつとめることもあった。1936年（昭和11年）からは脇役に回った。この間嵐寛寿郎プロダクションや阪東妻三郎プロダクションの映画にも出演。1941年（昭和16年）公開の『母の灯』の出演を最後に、1942年（昭和17年）引退。
1943年（昭和18年）9月13日に死去した。40歳没。

## おもなフィルモグラフィ

### 松竹蒲田撮影所
- 『野の花』 1922年
- 『白蓮紅蓮』 1922年
- 『屑七の家』 1922年
- 『野に咲く白百合』 1922年
- 『遺品の軍刀』 1922年
- 『輝きの道へ』 1922年
- 『大愚人』 1923年

### 帝国キネマ
- 『森訓導鉄路の露』 1923年
- 『恋以上の恋』 1923年
- 『若き日の悦び』 1923年
- 『狂女は歌う』 1923年
- 『大尉の娘』 1924年
- 『己が罪』 1924年
- 『酒中日記』 1924年
- 『妻といふ者』 1924年
- 『金色夜叉』 1924年 - お宮 役
- 『彼女の運命』 1924年
- 『籠の鳥』 1924年
- 『巣立ちし小鳥』 1924年
- 『運命の孤児』 1925年
- 『婦人ドクシンクラブ』 1926年
- 『受難の人々』 1926年
- 『白と黒』 1928年
- 『大岡政談』 1928年
- 『三人の母』 1930年
- 『蝕める果実』 1930年
- 『赤い白鳥』 1930年
- 『マダム・ニッポン』 1931年

### アシヤ映画製作所
- 『子守唄』 1925年
- 『絵巻金色夜叉』 1925年
- 『初恋の頃』 1925年

### 新興キネマ
- 『二十五年目の夜明け』 1931年
- 『噂の女』 1931年
- 『女給君代の巻』 1931年
- 『母の秘密』1931年
- 『街の姫君』 1931年
- 『渦巻』 1932年
- 『まぼろしの母』 1932年
- 『後の生さぬ仲』 1933年
- 『藤三行状記』 1933年
- 『街の姫君』 1936年
- 『大尉の娘』 1936年
- 『浄婚記』 1937年
- 『静御前』 1938年
- 『露営の歌』 1938年
- 『母恋千鳥』 1939年
- 『女の魂』 1939年
- 『子宝』 1939年
- 『良人なきあと』 1940年
- 『母の灯』 1941年

### 嵐寛寿郎プロダクション
- 『小判しぐれ』 1932年
- 『小笠原壱岐守』 1932年
- 『御家人桜』 1932年
- 『宮本武蔵』 1936年

### 阪東妻三郎プロダクション
- 『夜明け鳥』 1936年
- 『魔像』 1936年